# Can Bolíbar
Can Bolíbar és un edifici d'Olot protegit com a bé cultural d'interès local.

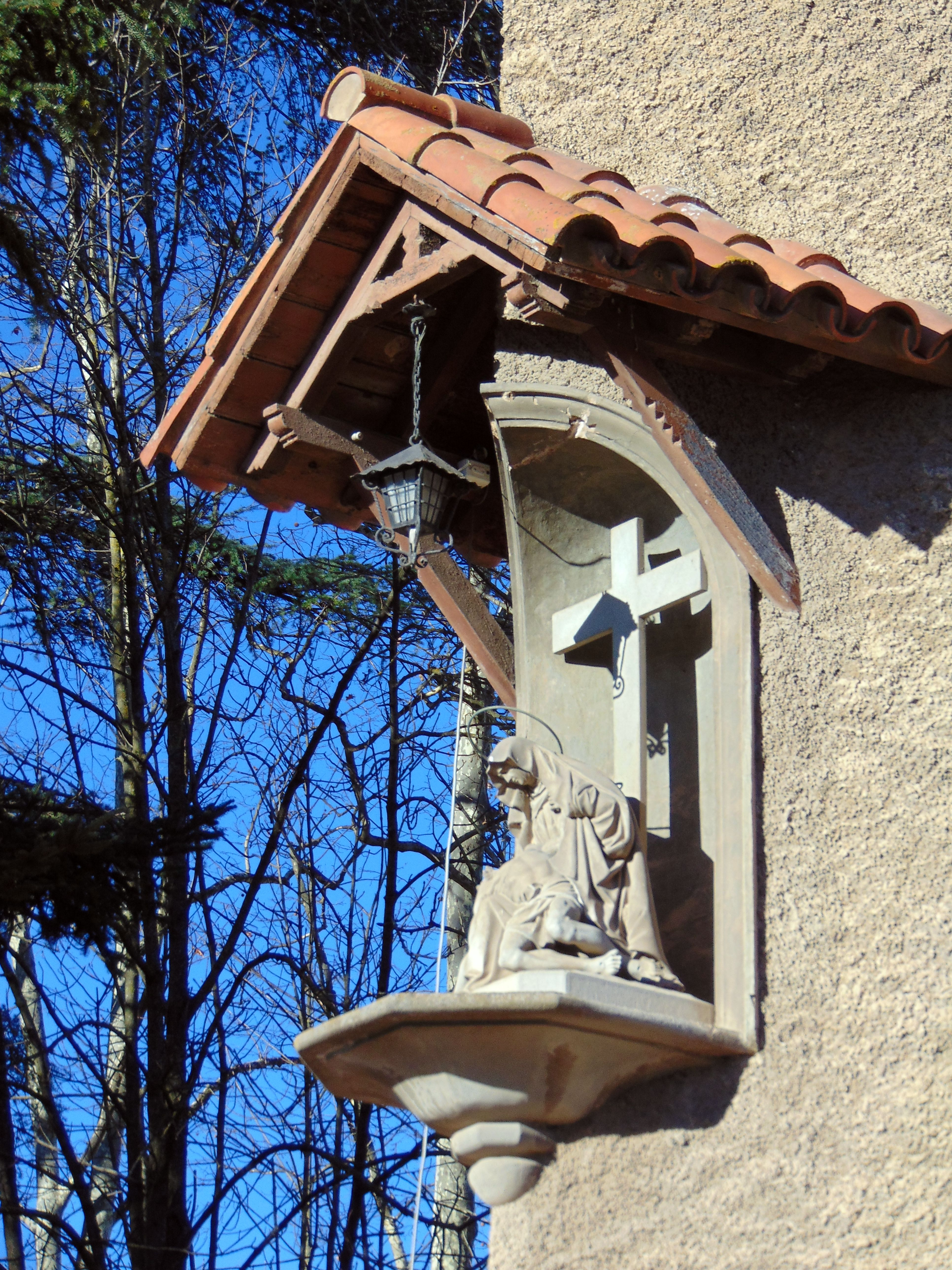
Fornícula amb la Mare de Déu dels Dolors

És un gran casal de planta rectangular amb teulat a dues aigües vers les façanes principals i amplis voladissos sostinguts per bigues de fusta. La casa disposa de baixos, planta noble i dos pisos superiors. L'origen d'aquesta edificació és al segle xix, tot i que fou totalment remodelada l'any 1933. Els murs varen ser estucats i s'hi poden veure les dates (1833-1933) i un rellotge de sol fet amb estuc. Les obertures, excepte una galeria coberta del segon pis, són rectangulars i emmarcades amb pedra.
Cal destacar que la casa té a l'angle de les façanes sud i est una fornícula amb teulat a dues aigües amb el grup de la Dolorosa.

## Història
Durant la segona meitat del segle xix a Olot continuen les vicissituds bèl·lico-polítiques. A conseqüència d'això, l'església parroquial i l'hospici són convertits en caserna, mentre que el Teatre Municipal és incendiat.
Olot viu, però, un moment de gran empenta constructiva. S'edifiquen nombrosos edificis dins un ampli marc d'eclecticisme (Plaça de Braus, Escolapis, Cor de Maria, Caputxins, etc.) Dins el món de l'urbanisme cal destacar l'ampliació de la ciutat pel carrer Mulleres, la sortida de l'Horta del Carme, la zona de Sant Roc, el Firal i la Plaça Palau.